# Comeblack
Comeblack — студійний альбом німецького хард-рок гурту Scorpions, презентований 4 листопада 2011 року.

## Про альбом
Comeblack наполовину складається із перезаписаних хітів гурту і наполовину з кавер-версій пісень, які були популярні в 1960—1970 роках. Він був анонсований 3 жовтня 2011 року, і дата випуску була призначена на 4 листопада 2011 року. Альбом виданий Sony Music Entertainment і доступний на CD і вінілових дисках. Диск піднявся до 90-го місця в американському хіт-параді Billboard 200.

## Список композицій
| #   | Назва                          | Оригінальний виконавець | Тривалість |
| --- | ------------------------------ | ----------------------- | ---------- |
| 1.  | «Rhythm of Love»               | Scorpions               | 3:39       |
| 2.  | «No One Like You»              | Scorpions               | 4:06       |
| 3.  | «The Zoo»                      | Scorpions               | 5:38       |
| 4.  | «Rock You Like a Hurricane»    | Scorpions               | 4:15       |
| 5.  | «Blackout»                     | Scorpions               | 3:48       |
| 6.  | «Wind of Change»               | Scorpions               | 5:08       |
| 7.  | «Still Loving You»             | Scorpions               | 6:43       |
| 8.  | «Tainted Love»                 | Gloria Jones            | 3:27       |
| 9.  | «Children of the Revolution»   | T. Rex                  | 3:33       |
| 10. | «Across the Universe»          | The Beatles             | 3:17       |
| 11. | «Tin Soldier»                  | Small Faces             | 3:14       |
| 12. | «All Day and All of the Night» | The Kinks               | 3:15       |
| 13. | «Ruby Tuesday»                 | Rolling Stones          | 3:54       |
| 14. | «Big City Nights*»             | Scorpions               | 3:53       |
| 15. | «Still Loving You**»           | Scorpions               | 6:43       |
| 16. | «Shapes of Things*»            | The Yardbirds           | 3:20       |

* Бонусна версія японського видання альбому.
** Бонусна версія на французького та японського видання.

## Чарти
| Рік  | Чарт                          | Позиція |
| ---- | ----------------------------- | ------- |
| 2012 | US Hard Rock Albums           | 7       |
| 2012 | Portuguese Albums Charts      | 20      |
| 2012 | French Albums Chart           | 22      |
| 2012 | German Albums Chart           | 25      |
| 2012 | US Rock Albums                | 27      |
| 2012 | Swiss Albums Chart            | 33      |
| 2012 | Austrian Albums Chart         | 67      |
| 2012 | Billboard 200 (US)            | 90      |
| 2012 | Ultratop Belgian Charts       | 100     |
| 2012 | Oricon Japanese Albums Charts | 104     |

## Учасники запису
- Клаус Майне — вокал
- Рудольф Шенкер — гітара, вокал
- Маттіас Ябс — гітара
- Павел Монцівода — бас-гітара
- Джеймс Коттак — ударні, вокал